# Johann Christoph Sysang
Johann Christoph Sysang (* 20. Mai 1703 in Leipzig; † 12. Juli 1757 ebenda) war ein deutscher Kupferstecher.

## Leben
Johann Christoph Sysangs Vater war Kunstdrechsler, bei dem er zunächst dessen Handwerk erlernte. Dann aber ging er in die Lehre bei dem Leipziger Kupferstecher Martin Bernigeroth (1670–1733) und übernahm dessen Technik.
1724 begab er sich auf Wanderschaft. Die erste Station war Halle, wo er als Kupferstecher an der Universität tätig war. Über Dresden kam er nach Prag. Hier blieb er von 1730 bis 1735. In Prag schuf er vor allem Stiche von Heiligenbildern.
Über Dresden kam er wieder nach Leipzig. Hier entwickelte er sich zu einem gefragten Kupferstecher. Er schuf Bildnisse von Fürstlichkeiten, Staatsmännern, Ärzten, Juristen und Theologen. Für das von Johann Heinrich Zedler (1706–1751) herausgegebene Universallexikon steuerte er von 1741 bis 1754 Vignetten bei. Von 1751 bis 1754 war er auch für Johann Christoph Gottscheds (1700–1766) Monatsschrift „Das Neueste aus der anmuthigen Gelehrsamkeit“ tätig. Er lieferte auch die Abbildungen zu Christoph Otto von Schönaichs (1725–1807) Heldengedicht „Hermann oder Das befreite Deutschland“. Unter seinen Stichen finden sich auch Haus- und Ortsansichten.
Beim ersten Aufenthalt in Dresden oder zuvor muss er wohl geheiratet haben, denn hier wurde am 7. April 1729 seine Tochter Johanna Dorothea Sysang (1729–1791) geboren, die ebenfalls Kupferstecherin war und das Metier bei ihrem Vater erlernte.

Kupferstiche
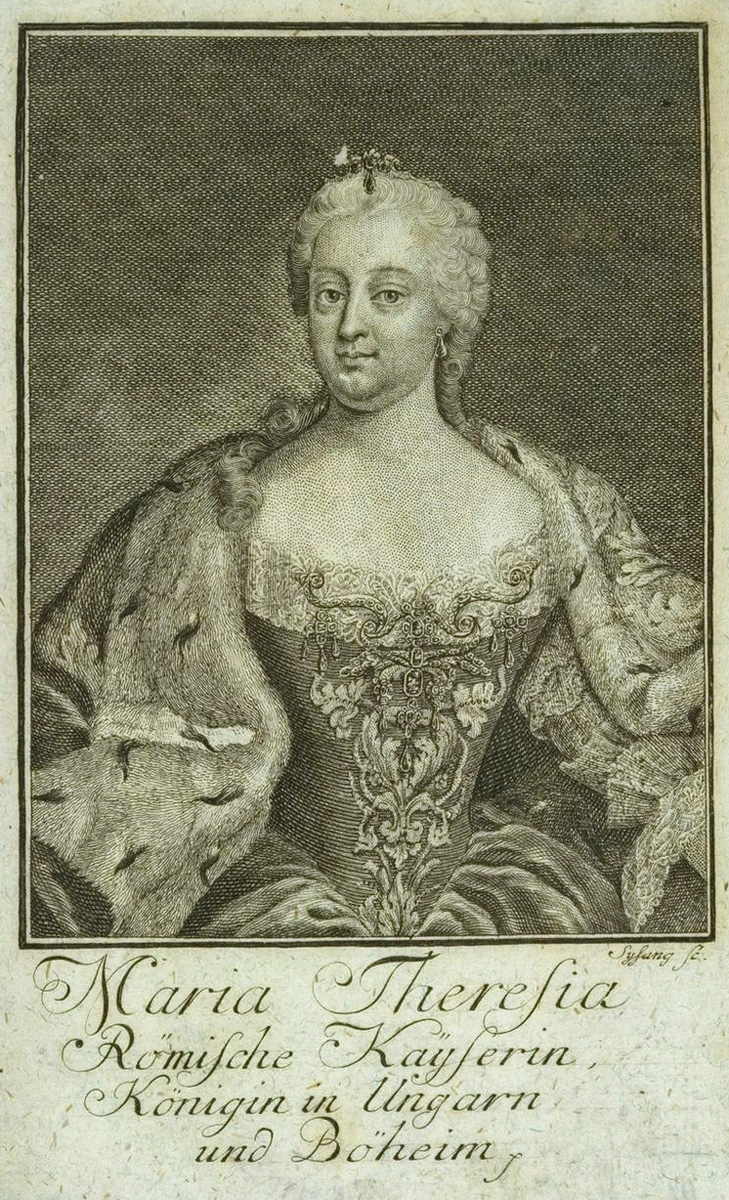
Kaiserin Maria Theresia
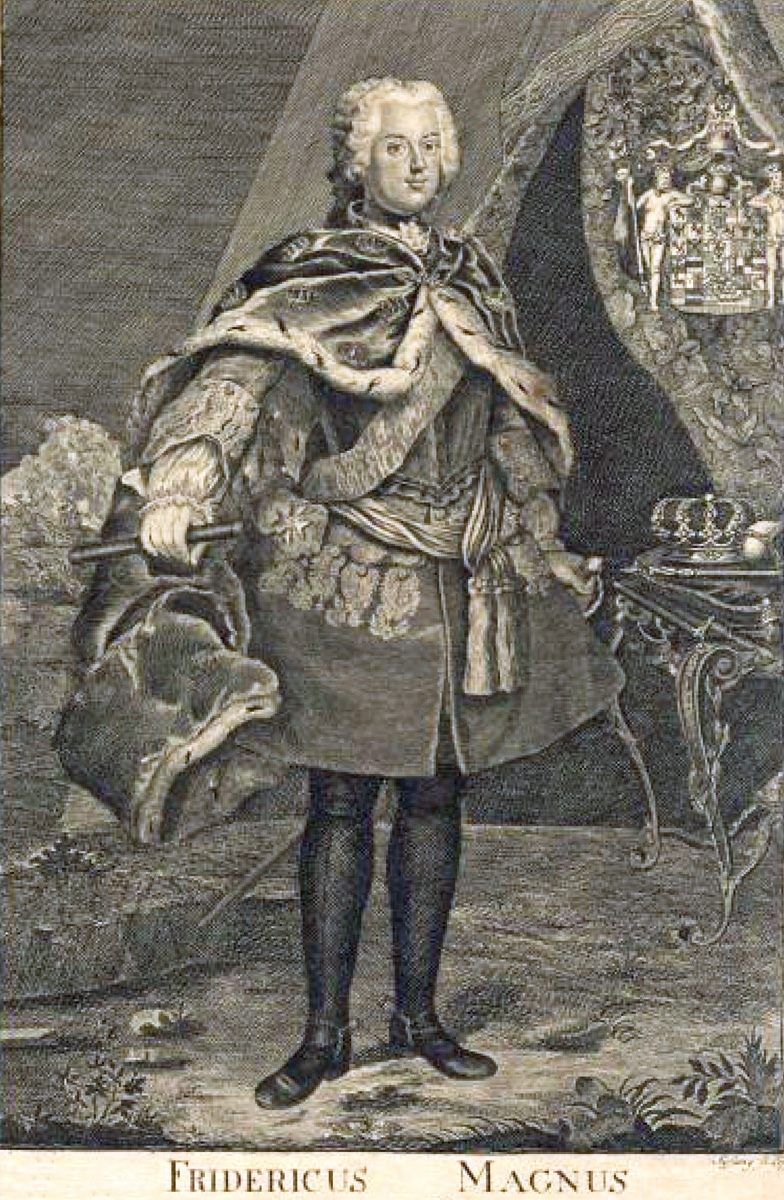
Friedrich der Große
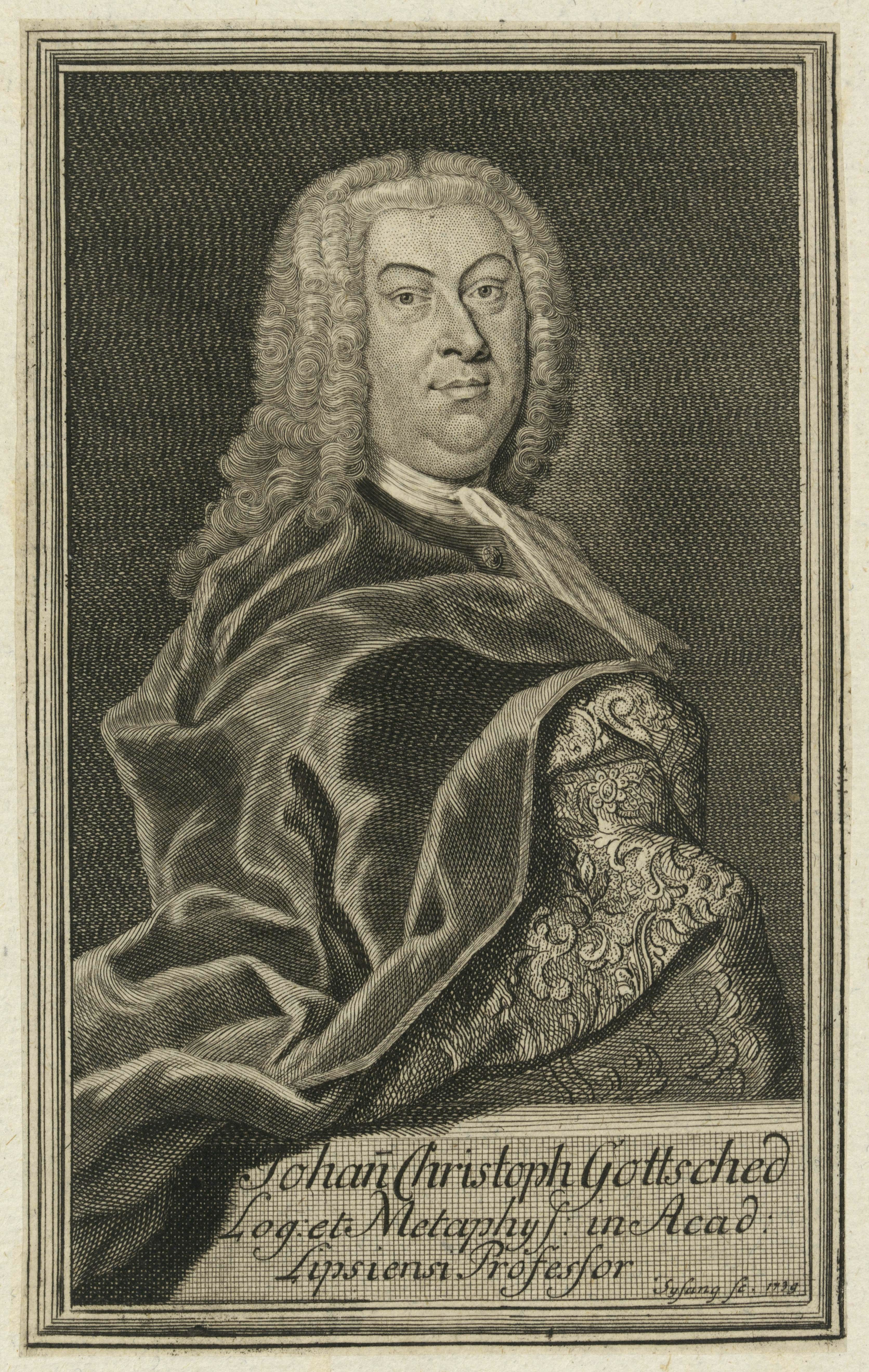
Johann Christoph Gottsched
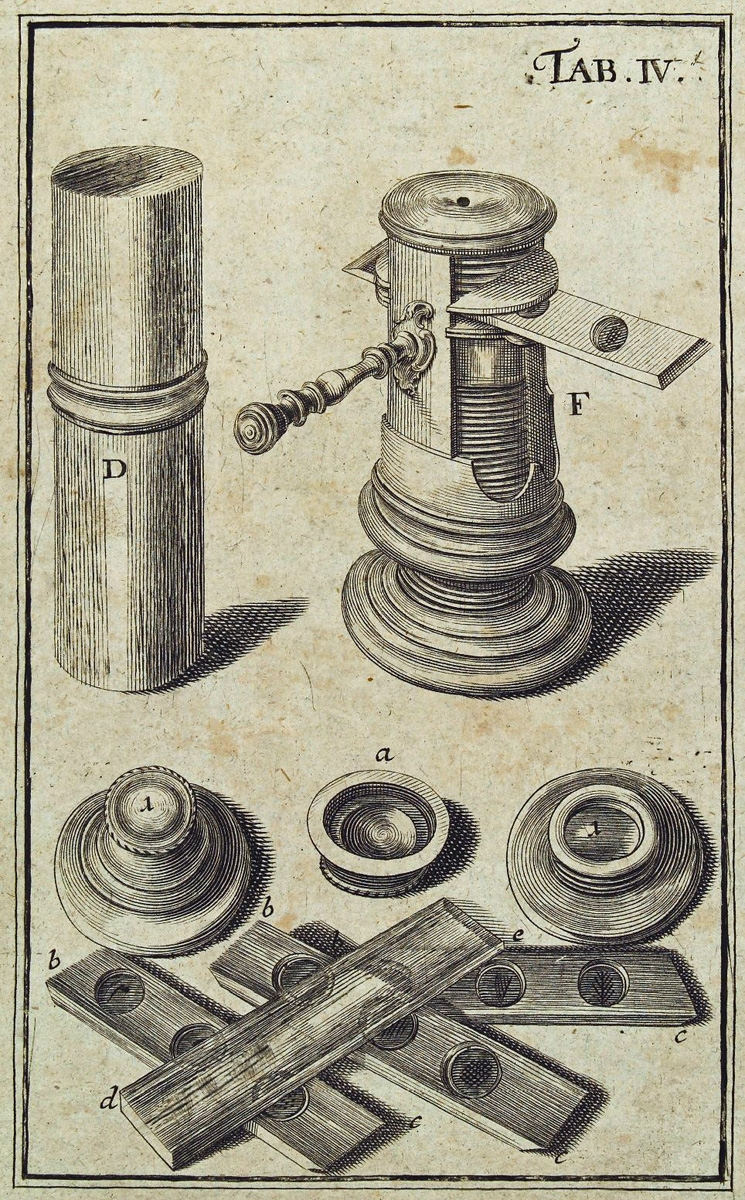
Historisches Mikroskop
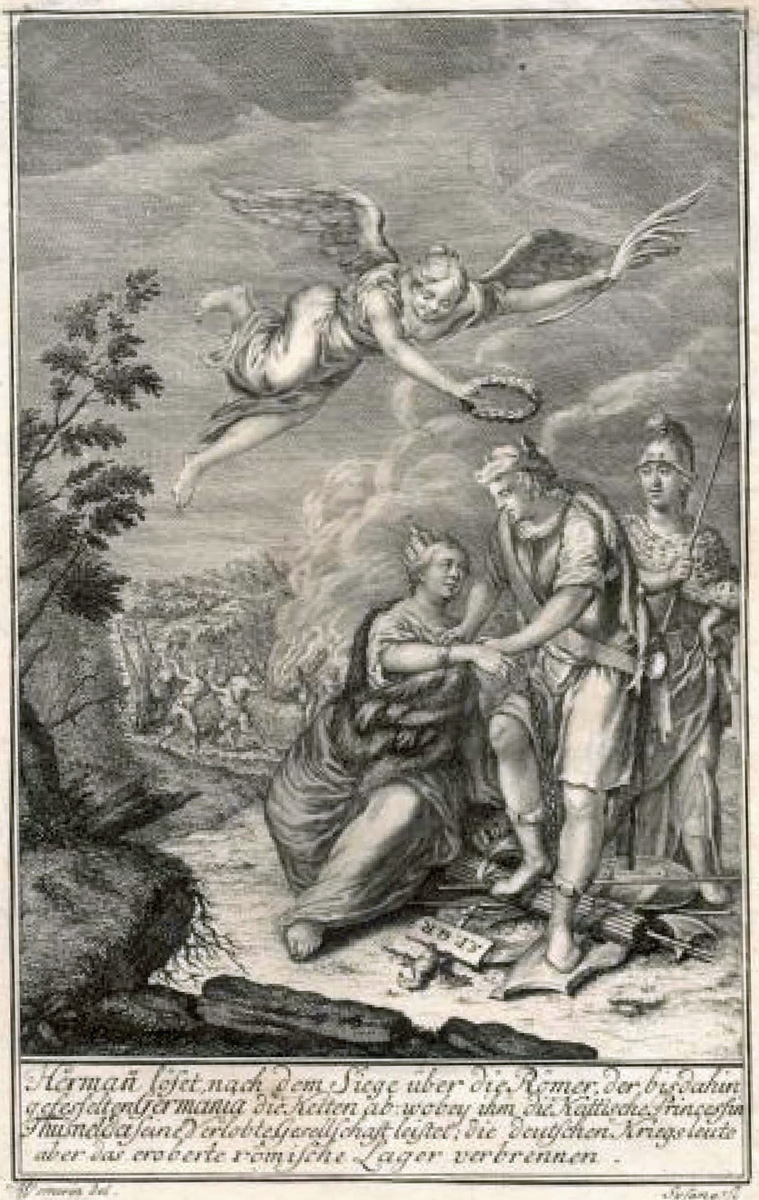
Hermann befreit Germania nach dem Sieg über die Römer.
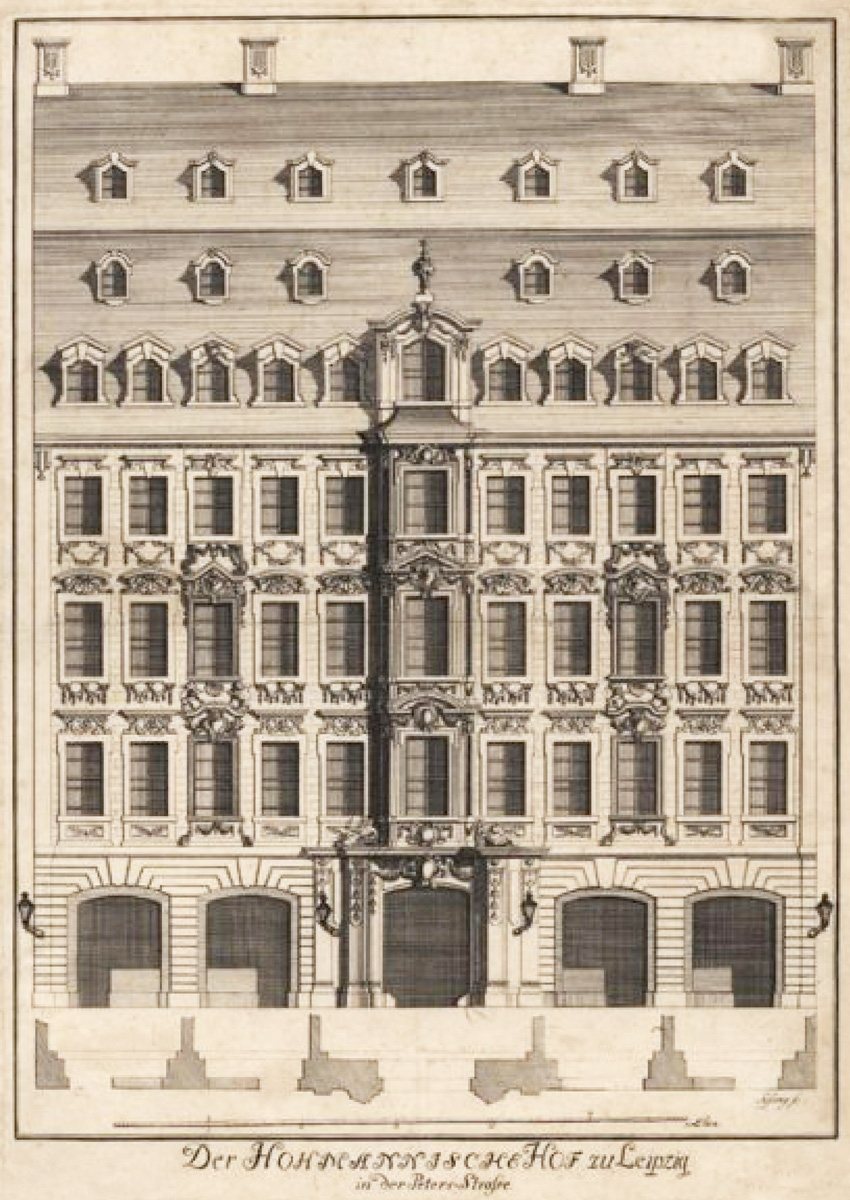
Hohmanns Hof in Leipzig
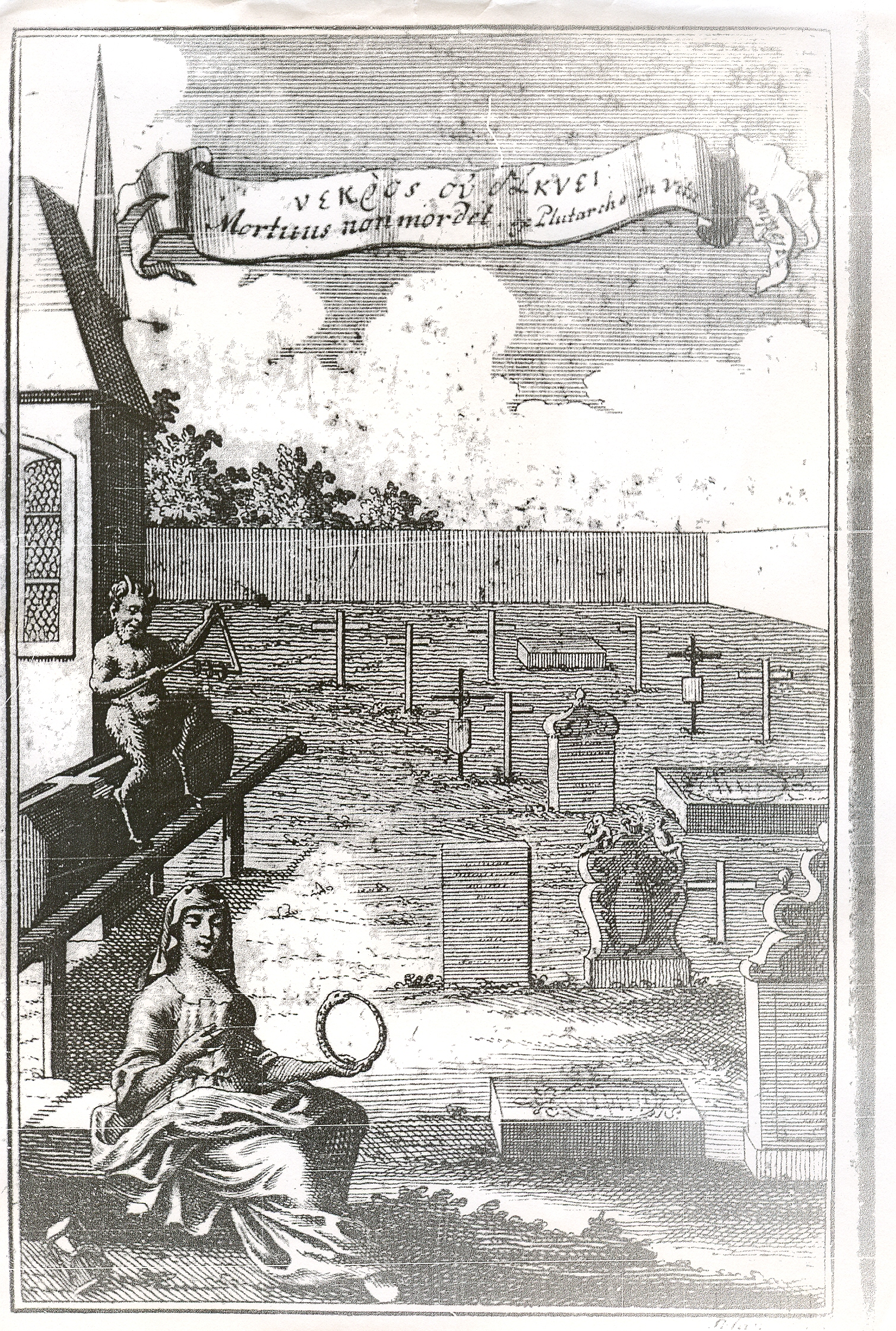
Frontispiz des Tractat von dem Kauen und Schmatzen der Todten in Gräbern von Michael Ranft